# Лешко III
Лешко III (*Leszko III VIII ст.) — міфічний князь західних полян.

## Життєпис
Про нього фактично відсутні відомості, корім того, що був син Лешко II. Вважається, що був хоробрим вояком, що вів численні війни на півдні. Крім того, Лешко III був добрим володарем.
В часи Середньовіччя була вигадана нова біографія полянського князя. Відповідно (згідно з Вінцентом Кадлубеком) до неї багато і успішно воював з римлянами, які намагалися захопити Паннонію, і отримав від Юлія Цезаря його сестру Юлію за дружину з Баварією в посаг. Вона заснувала міста Юлій (сучасний Любуш) та Юлін (Люблін або Волін).
Юлія народила Лешку, названого Попелем. Це рішення Цезаря викликало невдоволення римлян, тому довелося відкликати сестру назад і відібрати Баварію. Попель залишився при батькові. За іншими легендами, також успішно воював з племенами гетів.
Крім нього, у Лешка було ще 19 синів від кількох дружин і наложниць. Лешко заповідав польський престол Попелю, а решту землі розділив між молодшими синами: Болеслав, Барвін і Богдан отримали Нижню Померанію, Казимир і Владислав — Кашубію; Якса і Земіан — Сербію (землю лужицьких сербів), Вратіслав — Ранію (острів Рюген), Пшібислав, Крашімір і Оддон — Дітівонію (область на лівому березі Ельби), Пшемислав, Земовіт і Земомисл — Згожеліцію (Бранденбург). Інші брати отримали більш дрібні уділи. Так Віслав заснував Медзібоже (сучасний Магдебург або Мерзебург), Собеслав — Даленбург, а Візімір — Візімірію (нинішній Вісмар). Багато інших сучасних німецькі міста також були засновані синами Лешка III.
Такі хроністи, як Ян Длугош та Марцін Бельський, відносили панування Лешка III до часів Піпіна Короткого або Карла Великого.